# フェニルアラニンアンモニアリアーゼ
酵素学において、フェニルアラニンアンモニアリアーゼ（phenylalanine ammonia-lyase, PAL、EC 4.3.1.24）は、下記の化学反応を触媒する酵素である。
L-フェニルアラニン {\displaystyle \rightleftharpoons } trans-ケイ皮酸 + NH3
したがって、本酵素はL-フェニルアラニンを基質とし、trans-ケイ皮酸とアンモニアを生成する。
本酵素はリアーゼファミリーに属する、炭素-窒素結合を切断する特異的なアンモニアリアーゼである。本酵素クラスの系統名はL-phenylalanine ammonia-lyase (trans-cinnamate-forming) である。以前はEC 4.3.1.5と分類とされていたが、このクラスはEC 4.3.1.24 (phenylalanine ammonia-lyases)、EC 4.3.1.25 (tyrosine ammonia-lyases)、EC 4.3.1.26 (phenylalanine/tyrosine ammonia-lyases) に再指定された。一般的に使われるその他の名称としては、チラーゼ、フェニルアラニンデアミナーゼ、チロシンアンモニアリアーゼ、L-チロシンアンモニアリアーゼ、フェニルアラニンアンモニウムリアーゼ、PAL、L-フェニルアラニンアンモニアリアーゼなどがある。この酵素はチロシン代謝、フェニルアラニン代謝、窒素代謝、フェニルプロパノイド生合成、アルカロイド生合成IIの5つの代謝経路に関与している。
植物等においては本酵素は一次代謝から二次代謝への分岐点となる重要な酵素である。

## 構造研究
2007年に本酵素の立体構造が5つ改名された（PDB accession codes 1T6J, 1T6P, 1W27, 1Y2M, and 2NYF）。